# Pièce de 20 dinars algériens
La pièce de 20 dinars est l'une des divisions du dinar algérien en circulation de type bimétallique. Son émission a été décidée par le conseil de la monnaie et du crédit en date du 6 avril 1994.

## Description
Les pièces de 20 dinars sont composées de deux parties : le cœur est formé d'un alliage a base cuivre, d'aluminium et de nickel, l'extérieur est formé a base de Acier inoxydable de couleur gris acier. Elles ont un diamètre de 27,50 mm (diamètre du cœur 19,55 mm), une épaisseur de 2,07 mm et une masse de 8,62 g (cœur: 4,64 g, couronne : 3,98 g).

## Revers
Au centre du cœur la tête du lion de l'Atlas, orientée vers la gauche qui se prolonge sur la couronne du côté de sa crinière sur le côté droit. Vers la gauche sur la couronne un motif architectural décoratif et circulaire de l'époque des Hammadite, formant un cercle presque complet. Il y a aussi un double millésime hégirien et grégorien de l’année de frappe sur la zone gauche du cœur.

## Avers
Le motif principal est le chiffre 20, inspire d'une fibule a décor de tété d'oiseau de l'époque Hammadite placé au centre de la pièce. Sur la couronne il y a deux mentions en arabe : le nom de la Banque d'Algérie (en arabe : بنك الجزائر), et le nom de l'unité national (en arabe : دينار) séparées horizontalement par deux étoiles.